# Bar widmo
Bar widmo (org. Nightmare Cafe) – amerykański telewizyjny serial grozy z 1992. Wyprodukowano początkowo sześć odcinków, a niskie oceny doprowadziły do zaprzestania produkcji. W Polsce emitowany przez stację TVN.

## Treść
Frank Nolan i Fahy Perinovic po śmierci trafiają do tajemniczego baru, gdzie podejmują pracę. Z pomocą Blackiego, tajemniczego właściciela baru, zyskują okazję do poprawienia czegoś w swoim życiu.

## Główne role[2]
- Robert Englund – Blackie
- Jack Coleman – Frank Nolan
- Lindsay Frost – Fay Peronivic